# Orphaned Deejay Selek 2006–08
Albums de AFX
Computer Controlled Acoustic Instruments Pt2
(23 janvier 2015) London 03.06.17 (en)
(3 juin 2017)
Orphaned Deejay Selek 2006-08 est un EP de Richard D. James, sorti sous son pseudonyme AFX, le premier EP sous ce pseudonyme depuis Analord en 2005. Il a été annoncé par Warp Records le 2 juillet 2015, avec une annonce sur Bleep.com le même jour. Une annonce pour l'EP est également apparue sur le compte Twitter d'Aphex Twin à cette date. Parallèlement à l'annonce de Warp Records, serge fenix Rendered 2, le premier titre de l'EP, a été rendu disponible en streaming sur SoundCloud. Plus tard, quelques jours après la sortie de cet EP, Richard D. James et Warp ont offert le titre umil 25-01 en mp3, flac ou/et wave à tous ceux qui avaient précommandé cet EP. L'EP a été réédité avec des titres supplémentaires sur le site aphextwin.warp.net le 20 juillet 2017.

## Liste des morceaux
Version originale
| 1.    | serge fenix Rendered 2             | 3:16 |
| 2.    | dmx acid test                      | 1:17 |
| 3.    | oberheim blacet1b                  | 3:25 |
| 4.    | bonus EMT beats                    | 4:46 |
| 5.    | simple slamming b 2                | 3:51 |
| 6.    | midi pipe1c sds3time cube/klonedrm | 2:27 |
| 7.    | NEOTEKT72                          | 6:10 |
| 8.    | r8m neotek beat                    | 1:42 |
| 26:51 |                                    |      |

Réédition de 2017
| 1.    | serge fenix Rendered 2             | 3:16 |
| 2.    | dmx acid test                      | 1:17 |
| 3.    | bonus EMT beats                    | 4:46 |
| 4.    | simple slamming b 2                | 3:51 |
| 5.    | midi pipe1c sds3time cube/klonedrm | 2:26 |
| 6.    | oberheim blacet1b                  | 3:25 |
| 7.    | r8m neotek beat                    | 1:42 |
| 8.    | NEOTEKT72                          | 6:10 |
| 9.    | midi pipe2c edit,+3                | 4:09 |
| 10.   | rozzboxv2mam+4                     | 4:35 |
| 11.   | pretend analog extmix 2b,e2,ru     | 5:25 |
| 12.   | umil 25-01                         | 4:48 |
| 42:34 |                                    |      |

## Classements
| Classement (2015)             | Meilleure position |
| ----------------------------- | ------------------ |
| Royaume-Uni (UK Albums Chart) | 34                 |